# Церква Святої Анни (Глиняни)

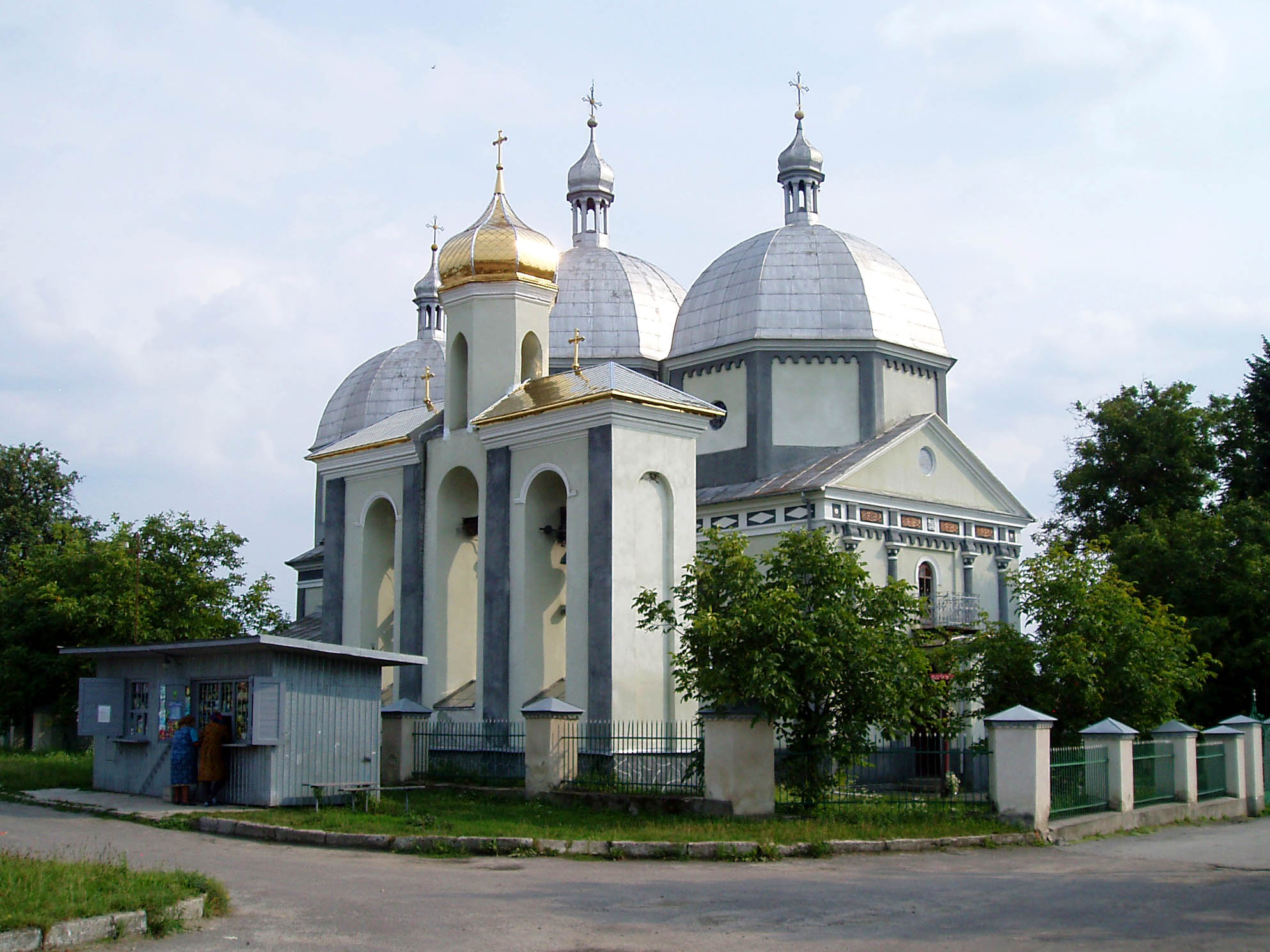
Церква Святої Анни

Церква Святої Анни, храм Праведної Ганни — відкрита діюча церква XIX століття міста Глиняни по вулиці Богдана Хмельницького, у Львівській області. 
Належить до УПЦ.

## Історія

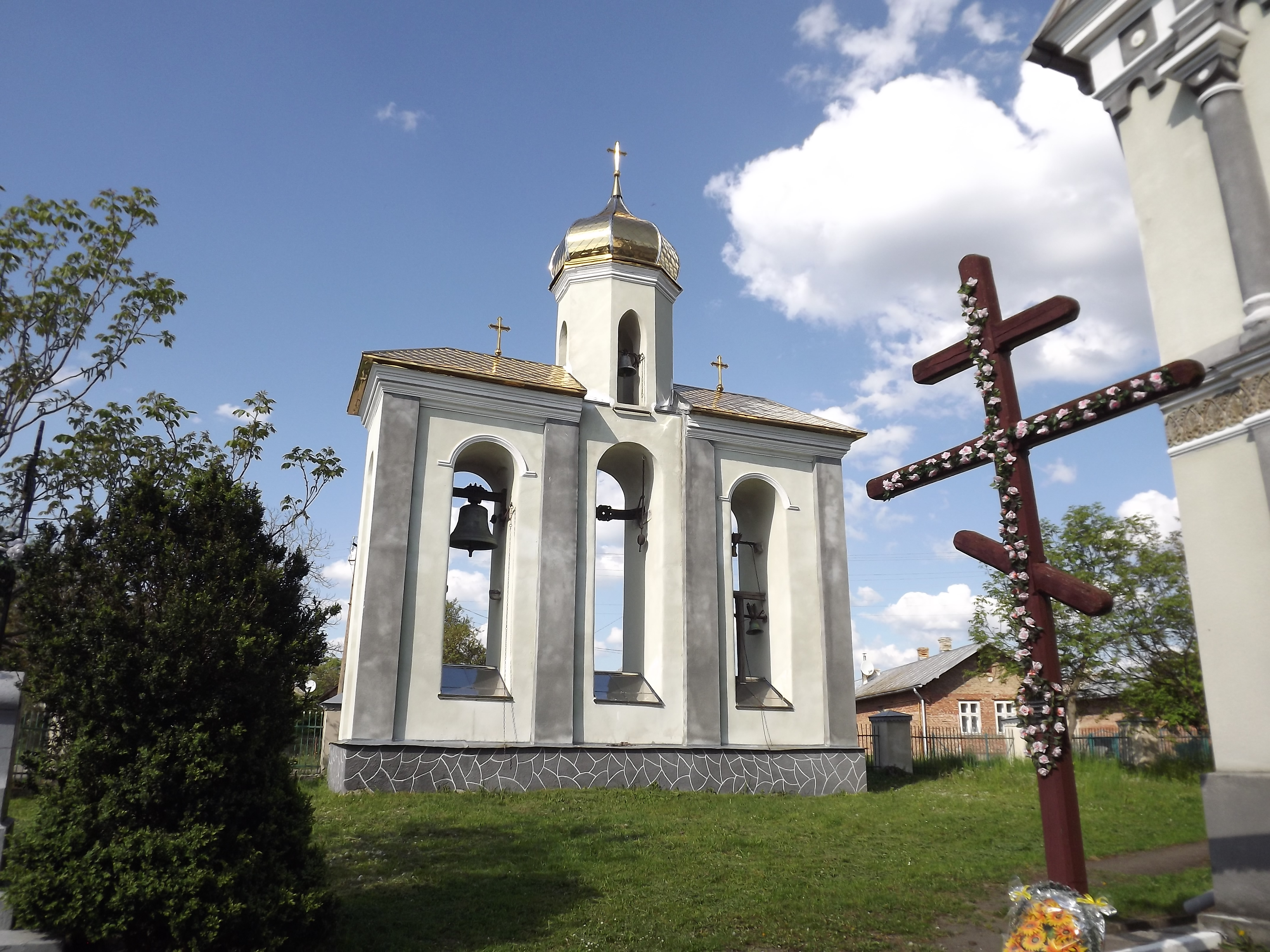
Церква святої Анни Глиняни

Побудована церква наприкінці XIX століття на місці дерев'яного храму Іоанна Хрестителя, що згорів. Цей храм дуже шанований серед місцевого населення та прилеглих населених пунктів, оскільки діяв навіть у часи гонінь православних людей радянською владою.
Церква Святої Анни стоїть не на типовому піднесеному місці, а на рівнинній території біля перехрестя, тож помітити її можна не одразу. Ще до зведення тут храму розглядалося й інше місце — ближче до центру та міського цвинтаря. Але віруючі відстояти свою позицію та звели церкву на місці попередньої святині. Так, біля пам'ятки можна побачити пам'ятний хрест і колодязь, які свідчать про те, що раніше на цьому місці було споруджено дерев'яний храм Іоанна Хрестителя, який згорів у 1886 році. Вже за рік розпочали будівництво нової святині, зведення якої тривало майже п'ять років. 1891 року церкву освятили на честь Святої Анни. З того часу вона завжди відкрита для православної громади.

## Причастя
Процес причастя у храмі зафільмовано на камеру.